# Malá Víska
Malá Víska település Csehországban, a Berouni járásban. Malá Víska Zaječov, Komárov és Chaloupky településekkel határos. Lakosainak száma 107 fő (2024. január 1.).

## Népesség
A település lakosságának változását az alábbi diagram mutatja:
| Lakosok száma | 289  | 257  | 277  | 154  | 125  | 91   | 96   | 98   | 106  | 107  |
|               | 1869 | 1890 | 1921 | 1950 | 1980 | 2001 | 2017 | 2019 | 2022 | 2024 |